# Melodie und Rhythmus
Melodie und Rhythmus war eine Zeitschrift, die erstmals 1957 als Fachblatt für Tanz- und Unterhaltungsmusik in der DDR erschien und kurz nach der Wiedervereinigung eingestellt wurde. Ab 2004 wurde die Zeitschrift mit Unterbrechungen und mit verschiedenen Konzepten neu aufgelegt, bis sie im August 2022 erneut eingestellt wurde.

## Geschichte
In den ersten Jahren verfolgte das Blatt die kulturpolitische Linie der Sozialistischen Einheitspartei Deutschlands (SED), doch dann wurde die inhaltliche Gestaltung aufgelockert mit Reportagen über nationale und internationale Künstler sowie mit Berichten über Neuerscheinungen. In jeder Ausgabe gab es ein farbiges Poster eines aktuellen Stars.
Melodie und Rhythmus gehörte zu den beliebtesten und begehrtesten Zeitschriften der DDR. Daher war sie meist schnell vergriffen.
Nach der Wiedervereinigung wurde das Blatt vom Henschel-Verlag Berlin übernommen, der die Produktion allerdings 1991 einstellte.
2004 wurde die Zeitschrift von Christian Hentschel (zuletzt Chefredakteur), Andreas Fack und Tino Eisbrenner wiedergegründet. Die dann melodie&rhythmus genannte Zeitschrift erschien erst quartalsweise und später jeden zweiten Monat. Inhaltlicher Schwerpunkt waren deutschsprachige, insbesondere ostdeutsche Interpreten.
Im Januar 2006 wurde Melodie&Rhythmus nach nur neun Ausgaben eingestellt. Grund waren vor allem die von Beginn an nicht ausreichenden Anzeigeneinnahmen. Seit dem 29. Juni 2006 erschien Melodie&Rhythmus monatlich im Heimat-Verlag Berlin. Am 1. Mai 2008 übertrug der Heimat-Verlag die Chefredaktion von Christian Hentschel an Nicole Kirchner. Ab dem 22. Dezember 2008 übernahm der Verlag 8. Mai GmbH die Herausgabe. Dieser Verlag gibt auch die Zeitung junge Welt heraus. Als Chefredakteur wurde Kirchner im Oktober 2009 Robert Mießner zur Seite gestellt, der das Magazin im Januar 2010 aufgrund divergierender inhaltlicher Vorstellungen verließ. Nach einer inhaltlichen Überarbeitung und Weiterentwicklung erschien das Musikmagazin seit 2010 zweimonatlich. Wegen konzeptioneller Stagnation und sinkender Verkaufs- und Werbeeinnahmen wurde Kirchner von ihrer Tätigkeit im Juni 2011 durch die Geschäftsführung des Verlags entbunden. Als Chefredakteur setzte der Verlag ihren bisherigen Stellvertreter Jürgen Winkler ein. Die neue Redaktion löste sich vom Ostrock-Image und konzentrierte sich auf die aktuelle Musikszene von Deutschland, Österreich und der Schweiz. Im März 2012 wurde das Layout einem Relaunch unterzogen. Neuprofilierung und Relaunch führten zu einem Anstieg der Einnahmen aus Anzeigen und Kioskverkauf. Am 31. August 2012 verließ Winkler den Verlag, ein Nachfolger wurde nicht benannt. Die verbliebenen Redakteure änderten das Profil erneut. Sie legen den Fokus stärker auf den Ostrock und banden Melodie&Rhythmus politisch enger an die Tageszeitung junge Welt. Die Redaktion saß in Berlin. Seit der Ausgabe Mai/Juni 2014 und einer erneuten Überarbeitung des Konzepts war die junge-Welt-Mitarbeiterin Susann Witt-Stahl Chefredakteurin.
Neben einem inhaltlichen Schwerpunkt enthielt jede Ausgabe einen ausführlichen Teil mit Rezensionen aus allen Kulturbereichen. Namhafte Autoren waren Moshe Zuckermann, Michel Chevalier, Mesut Bayraktar und Dietmar Dath. Die Zeitschrift organisierte auch Diskussions- und Musikveranstaltungen.
Am 5. Januar 2018 teilte der Verlag mit, dass die nächste Nummer nicht erscheinen könne und eine Wiederaufnahme der Produktion in absehbarer Zeit nicht in Aussicht stehe. Am 31. März 2018 begann eine Kampagne zur Gewinnung neuer Abonnenten und Anzeigenkunden, um die Zeitschrift wieder erscheinen lassen zu können. Bis Ende Juni 2018 wurden rund 1200 Abonnements hinzugewonnen, was das weitere Erscheinen der Zeitschrift zunächst sicherte.
Am 20. August 2022 teilte der Verlag 8. Mai in einer ausführlichen Erklärung in der Tageszeitung junge Welt mit, dass Melodie&Rhythmus erneut bis auf weiteres eingestellt wird. Bis zu einem eventuellen Neustart des Magazins wird ein Newsletter angeboten, der Interessenten über hauseigene Themen und Veranstaltungen informiert.